# Jiangsu Yanghe Brewery
Jiangsu Yanghe Brewery Joint-Stock Company Limited — китайский производитель крепких алкогольных напитков (главным образом байцзю, рисового и красного вина) под брендами Yanghe, Shuanggou и Siyang. Входит в число крупнейших публичных компаний страны. 
Компания основана в декабре 2002 года, в ноябре 2009 года вышла на Шэньчжэньскую фондовую биржу, штаб-квартира расположена в Суцяне (провинция Цзянсу). Входит в состав Yanghe Group, подконтрольной миллиардеру Чжан Юбаю.

## Деятельность
Jiangsu Yanghe Brewery является третьим по величине производителем крепких алкогольных напитков в Китае, уступая лишь компаниям Kweichow Moutai и Wuliangye Yibin. 80 % продаж приходится на линейку Blue Classic (включая премиум бренд Dream Blue, бренд среднего и высокого класса Sky Blue и массовый бренд Ocean Blue). По итогам 2021 года основные продажи Yanghe Brewery пришлись на байцзю (96,4 %) и вино (0,8 %). Все продажи компании пришлись на внутренний рынок Китая (основным каналом сбыта являются более 8 тыс. дистрибьюторов по всему Китаю).
Компания Jiangsu Yanghe Diageo Spirit Co. (совместное предприятие Jiangsu Yanghe Distillery и Diageo) производит виски под брендом Zhong Shi Ji.

## Акционеры
Крупнейшими акционерами Jiangsu Yanghe Brewery являются Комитет по управлению государственными активами города Суцянь (41,8 %), правительство Китая (11,8 %), China Merchants Fund Management (5,44 %), E Fund Management (5,22 %), Комитет по управлению государственными активами города Шанхай (4,85 %) и China Asset Management (1,92 %).